# Piper montanum
Piper montanum är en pepparväxtart som beskrevs av C. Dc.. Piper montanum ingår i släktet Piper och familjen pepparväxter. Inga underarter finns listade i Catalogue of Life.